# Ethel Wilson Fiction Prize
Der Ethel Wilson Fiction Prize ist ein kanadischer Literaturpreis, der 1985 als einer der BC Book Prizes eingeführt wurde. Mit seiner Vergabe wird alljährlich das beste fiktionale schriftstellerische Werk eines Einwohners von British Columbia geehrt. Die Autoren müssen drei der letzten fünf Jahre in British Columbia gelebt haben.
Der Name des Preises stammt von der in Südafrika geborenen, aber in Kanada lebenden Schriftstellerin Ethel Wilson, Autorin von The Innocent Traveller (1949) und Swamp Angel (1954), deren Werk einen besonderen Bezug zur Landschaft British Columbias und deren Einwohnern besaß.
Die jeweilige Shortlist eines Jahrgangs wird im März bekannt gegeben.

## Gewinner und nominierte Titel

### 1985
- Audrey Thomas, Intertidal Life
- Mary Ellen Collura, Winners
- Charles Lillard, A Coastal Range

### 1986
- Keath Fraser, Foreign Affairs
- Brian Fawcett, The Secret Journal of Alexander Mackenzie
- George Ryga, In the Shadow of the Vulture
- L. R. Wright, The Suspect

### 1987
- Leona Gom, Housebroken
- Paulette Jiles, Sitting in the Club Car Drinking Rum and Karma Kola
- Rona Murray, The Indigo Dress and Other Stories

### 1988
- George McWhirter, Cage
- Jane Rule, Memory Board
- Robin Skelton, The Parrot Who Could

### 1989
- Bill Schermbrucker, Mimosa
- William Goede, Love In Beijing
- Robert Harlow, Saxophone Winter

### 1990
- Keith Maillard, Motet
- Marilyn Bowering, To All Appearances A Lady
- Jane Rule, After The Fire

### 1991
- Audrey Thomas, Wild Blue Yonder
- Sky Lee, Disappearing Moon Cafe
- Caroline Woodward, Disturbing The Peace

### 1992
- Don Dickinson, Blue Husbands
- M.A.C. Farrant, Sick Pigeon
- Maureen Moore, The Illuminations of Alice Mallory

### 1993
- W. D. Valgardson, The Girl with the Botticelli Face
- J.A. Hamilton, July Nights and Other Stories
- Linda Svendsen, Marine Life

### 1994
- Caroline Adderson, Bad Imaginings
- Keith Maillard, Light In The Company Of Women
- Carol Windley, Visible Light

### 1995
- Gayla Reid, To Be There With You
- Grant Buday, Under Glass
- Patricia Robertson, City of Orphans

### 1996
- Audrey Thomas, Coming Down From Wa
- Joy Kogawa, Rain Ascends
- Lorraine Vernon, Through the Canyon

### 1997
- Gail Anderson-Dargatz, The Cure for Death by Lightning
- Nick Bantock, The Venetian's Wife
- Shani Mootoo, Cereus Blooms at Night

### 1998
- Marilyn Bowering, Visible Worlds
- Sally Ireland, Fox's Nose
- Holley Rubinsky, At First I Hope for Rescue

### 1999
- Jack Hodgins, Broken Ground
- Loranne Brown, The Handless Maiden
- Anne Fleming, Pool-Hopping and Other Stories

### 2000
- Michael Turner, The Pornographer's Poem
- Caroline Adderson, A History of Forgetting
- Zsuzsi Gartner, All the Anxious Girls on Earth
- Keith Harrison, Furry Creek
- Alan R. Wilson, Before the Flood

### 2001
- Eden Robinson, Monkey Beach
- Anita Rau Badami, The Hero's Walk
- Barbara Lambert, A Message for Mr. Lazarus
- Peter Trower, The Judas Hills
- Jack Whyte, Uther

### 2002
- Madeleine Thien, Simple Recipes
- Rebecca Godfrey, The Torn Skirt
- Andrew Gray, Small Accidents
- Gayla Reid, All the Seas of the World
- Timothy Taylor, Stanley Park

### 2003
- Carol Shields, Unless
- Kevin Armstrong, Nightwatch
- Bill Gaston, Mount Appetite
- Nancy Lee, Dead Girls
- Gayla Reid, Closer Apart

### 2004
- Caroline Adderson, Sitting Practice
- Claudia Casper, The Continuation of Love by Other Means
- Steven Galloway, Ascension
- Kevin Patterson, Country of Cold
- Janet Warner, Other Sorrows, Other Joys

### 2005
- Pauline Holdstock, Beyond Measure
- Bill Gaston, Sointula
- Theresa Kishkan, A Man in a Distant Field
- Annabel Lyon, The Best Thing for You
- Patrick Taylor, The Apprenticeship of Dr. Laverty

### 2006
- Charlotte Gill, Ladykiller
- Clint Burnham, Smoke Show
- Lydia Kwa, The Walking Boy
- John Lent, So It Won't Go Away
- Audrey Thomas, Tattycoram

### 2007
- Carol Windley, Home Schooling
- Marilyn Bowering, What It Takes to Be Human
- Bill Gaston, Gargoyles
- Anosh Irani, The Song of Kahunsha
- Adam Lewis Schroeder, Empress of Asia

### 2008
- Mary Novik, Conceit
- Heather Burt, Adam's Peak
- David Chariandy, Soucouyant
- Shaena Lambert, Radiance
- Claire Mulligan, The Reckoning of Boston Jim

### 2009
- Lee Henderson, The Man Game
- Steven Galloway, The Cellist of Sarajevo
- Paul Headrick, That Tune Clutches My Heart
- Patrick Lane, Red Dog, Red Dog
- Andreas Schroeder, Renovating Heaven

### 2010
- Cathleen With, Having Faith in the Polar Girls' Prison
- Michael Turner, 8 × 10
- Ian Weir, Daniel O'Thunder
- Annabel Lyon, The Golden Mean
- Deborah Willis, Vanishing and Other Stories

### 2011
- Gurjinder Basran, Everything Was Good-Bye[2]
- Rifet Bahtijaragic, Chernovs’ Toil and Peace
- Jack Whyte, The Forest Laird: A Tale of William Wallace
- Jack Hodgins, The Master of Happy Endings
- Meredith Quartermain, Recipes from the Red Planet

### 2012
- Esi Edugyan, Half-Blood Blues[3]
- Michael Christie, The Beggar’s Garden
- Steven Price, Into That Darkness
- D. W. Wilson, Once You Break a Knuckle
- Frances Greenslade, Shelter

### 2013
- Bill Gaston, The World[4]
- C.P. Boyko, Psychology and Other Stories
- Anne Fleming, Gay Dwarves of America
- Anakana Schofield, Malarky
- Yasuko Thanh, Floating Like the Dead

### 2014
- Ashley Little, Anatomy of a Girl Gang[5]
- Théodora Armstrong, Clear Skies, No Wind, 100% Visibility
- Janie Chang, Three Souls
- Cynthia Flood, Red Girl Rat Boy
- Kathryn Para, Lucky

### 2015
- Aislinn Hunter, The World Before Us[6]
- Michael Springate, The Beautiful West & The Beloved of God
- Caroline Adderson, Ellen in Pieces
- Kathy Page, Paradise & Elsewhere
- Brian Payton, The Wind is Not a River

### 2016
- Alix Hawley, All True Not a Lie in It

### 2017
- Jennifer Manuel, The Heaviness of Things That Float

### 2018
- David Chariandy, Brother

### 2019
- Eden Robinson, Trickster Drift

### 2020
- Steven Price, Lampedusa

### 2021
- Shaena Lambert, Petra